# Gran Premi de França del 2008
La cursa del Gran Premi de França de Fórmula 1 és la vuitena cursa de la temporada 2008 i s'ha disput al Circuit de Magny-Cours a Nevers el 22 de juny del 2008.

## Classificació per la graella de sortida
| Pos. | Nº | Pilot                | Equip / Motor         | Part 1   | Part 2   | Part 3   | Pos. final |
| ---- | -- | -------------------- | --------------------- | -------- | -------- | -------- | ---------- |
| 1    | 1  | Kimi Räikkönen       | Ferrari               | 1:15.133 | 1:15.161 | 1:16.449 | 1          |
| 2    | 2  | Felipe Massa         | Ferrari               | 1:15.024 | 1:15.041 | 1:16.490 | 2          |
| 3    | 22 | Lewis Hamilton       | McLaren - Mercedes    | 1:15.634 | 1:15.293 | 1:16.693 | 13*        |
| 4    | 5  | Fernando Alonso      | Renault               | 1:15.754 | 1:15.483 | 1:16.840 | 3          |
| 5    | 11 | Jarno Trulli         | Toyota                | 1:15.521 | 1:15.362 | 1:16.920 | 4          |
| 6    | 23 | Heikki Kovalainen    | McLaren - Mercedes    | 1:15.965 | 1:15.639 | 1:16.944 | 10*        |
| 7    | 4  | Robert Kubica        | BMW Sauber            | 1:15.687 | 1:15.723 | 1:17.037 | 5          |
| 8    | 10 | Mark Webber          | Red Bull - Renault    | 1:16.020 | 1:15.488 | 1:17.233 | 6          |
| 9    | 9  | David Coulthard      | Red Bull - Renault    | 1:15.802 | 1:15.654 | 1:17.426 | 7          |
| 10   | 12 | Timo Glock           | Toyota                | 1:15.727 | 1:15.558 | 1:17.596 | 8          |
| 11   | 6  | Nelson Piquet Jr.    | Renault               | 1:15.848 | 1:15.770 |          | 9          |
| 12   | 3  | Nick Heidfeld        | BMW Sauber            | 1:16.006 | 1:15.786 |          | 11         |
| 13   | 15 | Sebastian Vettel     | Toro Rosso - Ferrari  | 1:15.918 | 1:15.816 |          | 12         |
| 14   | 14 | Sébastien Bourdais   | Toro Rosso - Ferrari  | 1:16.072 | 1:16.045 |          | 14         |
| 15   | 7  | Nico Rosberg         | Williams - Toyota     | 1:16.085 | 1:16.235 |          | 19*        |
| 16   | 8  | Kazuki Nakajima      | Williams - Toyota     | 1:16.243 |          |          | 15         |
| 17   | 16 | Jenson Button        | Honda                 | 1:16.306 |          |          | 16         |
| 18   | 17 | Rubens Barrichello   | Honda                 | 1:16.330 |          |          | 20*        |
| 19   | 21 | Giancarlo Fisichella | Force India - Ferrari | 1:16.971 |          |          | 17         |
| 20   | 20 | Adrian Sutil         | Force India - Ferrari | 1:17.053 |          |          | 18         |

## Resultats de la cursa
| Pos | No | Pilot                | Equip                 | Voltes | Temps/ Retirada | Pos. de sortida | Punts |
| --- | -- | -------------------- | --------------------- | ------ | --------------- | --------------- | ----- |
| 1   | 2  | Felipe Massa         | Ferrari               | 70     | 1: 31: 50. 245  | 2               | 10    |
| 2   | 1  | Kimi Räikkönen       | Ferrari               | 70     | + 17.984 s      | 1               | 8     |
| 3   | 11 | Jarno Trulli         | Toyota                | 70     | + 28.250 s      | 4               | 6     |
| 4   | 23 | Heikki Kovalainen    | McLaren - Mercedes    | 70     | + 28.929 s      | 10              | 5     |
| 5   | 4  | Robert Kubica        | BMW Sauber            | 70     | + 30.512 s      | 5               | 4     |
| 6   | 10 | Mark Webber          | Red Bull - Renault    | 70     | + 40.304 s      | 6               | 3     |
| 7   | 6  | Nelson Piquet Jr.    | Renault               | 70     | + 41.033 s      | 9               | 2     |
| 8   | 5  | Fernando Alonso      | Renault               | 70     | + 43.372 s      | 3               | 1     |
| 9   | 9  | David Coulthard      | Red Bull - Renault    | 70     | + 51.021 s      | 7               |       |
| 10  | 22 | Lewis Hamilton       | McLaren - Mercedes    | 70     | + 54.538 s      | 13              |       |
| 11  | 12 | Timo Glock           | Toyota                | 70     | + 57.700 s      | 8               |       |
| 12  | 15 | Sebastian Vettel     | Toro Rosso - Ferrari  | 70     | + 58.065 s      | 12              |       |
| 13  | 3  | Nick Heidfeld        | BMW Sauber            | 70     | + 1:02.079 min. | 11              |       |
| 14  | 17 | Rubens Barrichello   | Honda                 | 69     | + 1 Volta       | 20              |       |
| 15  | 8  | Kazuki Nakajima      | Williams - Toyota     | 69     | + 1 Volta       | 15              |       |
| 16  | 7  | Nico Rosberg         | Williams - Toyota     | 69     | + 1 Volta       | 19              |       |
| 17  | 14 | Sébastien Bourdais   | Toro Rosso - Ferrari  | 69     | + 1 Volta       | 14              |       |
| 18  | 21 | Giancarlo Fisichella | Force India - Ferrari | 69     | + 1 Volta       | 17              |       |
| 19  | 20 | Adrian Sutil         | Force India - Ferrari | 69     | + 1 Volta       | 18              |       |
| Ret | 16 | Jenson Button        | Honda                 | 16     | Accident        | 16              |       |

## Altres
- Volta ràpida: Kimi Räikkönen 1: 16. 630 (Volta 16)

- Pole: Kimi Räikkönen 1: 16. 449

| Anterior G.P.: Gran Premi del Canadà del 2008 | FIA 2008 Fórmula 1 Campionat mundial | Següent G.P.: Gran Premi de Gran Bretanya del 2008 |
| Anterior G.P.: Gran Premi de França del 2007  | Gran Premi de França                 | Següent G.P.: Gran Premi de França del 2018        |